# Mercedes-Benz Classe CLC
La Classe CLC (o semplicemente CLC) è un'automobile coupé di fascia media prodotta e commercializzata da Mercedes-Benz dal 2008 al 2011. Rappresenta l'evoluzione della Mercedes-Benz Classe C SportCoupé, che era sul mercato dal 2000 e aveva ottenuto un tiepido riscontro da parte del pubblico.

## Storia
La continuità tra la CLC e il modello che l'ha preceduta è evidente non solo dalle forme generali della carrozzeria e dagli schemi meccanici adottati, ma addirittura dalla sigla di progetto, che anche in questo caso rimane immutata: CL203.
Cambia invece il sito di produzione: mentre la vecchia SportCoupé veniva prodotta in Germania, la CLC viene ora prodotta in Brasile.
Nella primavera del 2008, la SportCoupé subisce una serie di rivisitazioni molto marcate rispetto a quanto accaduto con il restyling occorso alla SportCoupé stessa nel 2004. Questa volta, oltre alle novità esteriori e di meccanica, vi è anche un cambio nella denominazione, che diviene CLC, o meglio, Classe CLC. Strutturalmente, la vettura è la stessa, in quanto il pianale e la meccanica rimangono quelli della Classe C W203, ma esteriormente, cambiano soprattutto il frontale, stilisticamente ispirato a quello della Classe C W204, entrata in produzione l'anno prima, e la coda, che sfoggia nuovi gruppi ottici più avvolgenti, a forma di falce e a sviluppo orizzontale. Sempre in coda, va notata anche un'altra novità, vale a dire il lunotto non più in due pezzi, ma in un pezzo unico.
Il ridisegnamento di frontale e coda ha comportato un allungamento del corpo vettura, passato dai precedenti 4.343 m della SportCoupé a 4.448 m di lunghezza per il nuovo modello.
Date queste caratteristiche, meccanicamente e strutturalmente la CLC è una delle vetture più datate della gamma Mercedes-Benz alla vigilia degli anni '10 del Duemila. L'unica novità di rilievo dal punto di vista tecnico sta nell'arrivo del dispositivo di sterzata attiva, disponibile di serie solo nell'allestimento Sport, il più completo. Gli altri due allestimenti sono denominati SC  e Chrome e non prevedono lo sterzo attivo nella dotazione standard.
Internamente, sembra di trovarsi a bordo della precedente SportCoupé, dal momento che a grandi linee non vi sono state grosse novità, se non nel ridisegnamento della strumentazione, in chiave più moderna, e anche della consolle centrale, in particolare per quanto riguarda l'impianto hi-fi e di navigazione.
Al suo debutto, la CLC è disponibile praticamente nelle stesse motorizzazioni che hanno visto la SportCoupé uscire di produzione. L'unica differenza stava nella nuova CLC 200 Kompressor, il cui motore da 1.8 litri (lo stesso della precedente C200 Kompressor SportCoupé) è stato portato da 163 a 184 CV. Si tratta dell'unico punto di contatto con la gamma delle berline W204.
In definitiva, quindi, questa era la gamma di esordio della CLC:
- CLC 180 Kompressor, con motore 1.8 sovralimentato da compressore volumetrico e in grado di erogare 143 CV;
- CLC 200 Kompressor, che monta lo stesso motore della CLC 180, ma con potenza massima di 184 CV;
- CLC 230 V6, equipaggiata dal V6 aspirato da 2.5 litri con 204 CV di potenza massima;
- CLC 350 V6, equipaggiata da V6 aspirato da 3.5 litri e 272 CV;
- CLC 200 CDI, equipaggiata dal turbodiesel common rail da 2.2 litri e 122 CV;
- CLC 220 CDI, equipaggiata dallo stesso motore della CLC 200 CDI, ma portato a 150 CV.

La totalità della gamma è prevista di serie con il consueto cambio manuale a 6 rapporti: per le versioni con motore a 4 cilindri è disponibile a richiesta un cambio automatico a 5 rapporti, mentre le versioni con motore V6 possono essere richieste con il più moderno cambio 7G-Tronic a 7 rapporti.

### Evoluzione della CLC
Nel 2009 si hanno le prime novità: la CLC 230 cambia nome e diventa CLC250, ma senza altre variazioni di rilievo. Nello stesso anno la gamma si arricchisce con l'arrivo della nuova versione di base, la CLC 160 BlueEfficiency, un 1.6 molto economico e in grado di erogare 129 CV di potenza massima.
Nel 2010, nell'ottica di un vicino pensionamento del modello, le versioni a gasolio vengono tolte dalla vendita in alcuni mercati, tra cui quello tedesco, ma non in altri, tra cui quello italiano. In Italia, quindi, le CLC diesel continuano a essere commercializzate.
La produzione della CLC termina nel febbraio 2011: gli ultimi esemplari vengono fatti smaltire fino alla tarda primavera, in attesa del lancio della Mercedes-Benz C Coupé.

### Tabella riepilogativa
Di seguito vengono mostrate le principali caratteristiche tecniche delle versioni della gamma CLC previste dalla Casa tedesca. A differenza della precedente tabella, non viene riportato il tipo di cambio montato, che, come già detto, di serie è manuale a 6 marce per l'intera gamma. I prezzi riportati si riferiscono al livello di allestimento meno costoso tra quelli previsti per ogni modello e sono espressi in Euro.
| Modello                | Sigla telaio       | Motore                   | Cilindrata cm³     | Alimentazione                          | Potenza CV/rpm     | Coppia Nm/rpm      | Massa a vuoto (kg) | Velocità max       | Acceler. 0-100 km/h | Consumo (l/100 km) | Emissioni CO2 (g/km) | Anni di produzione | Prezzo al debutto  |
| Versioni a benzina     | Versioni a benzina | Versioni a benzina       | Versioni a benzina | Versioni a benzina                     | Versioni a benzina | Versioni a benzina | Versioni a benzina | Versioni a benzina | Versioni a benzina  | Versioni a benzina | Versioni a benzina   | Versioni a benzina | Versioni a benzina |
| ---------------------- | ------------------ | ------------------------ | ------------------ | -------------------------------------- | ------------------ | ------------------ | ------------------ | ------------------ | ------------------- | ------------------ | -------------------- | ------------------ | ------------------ |
| CLC 160 BlueEfficiency | 203.731            | M271E16ML (271.911)      | 1597               | I.e. + compressore volumetrico         | 129/5000           | 220/ 2500-3800     | 1.395              | 210                | 11"2                | 7.1                | 169                  | 2009-11            | 29.045             |
| CLC 180 Kompressor     | 203.746            | M271E18ML red. (271.946) | 1796               | I.e. + compressore volumetrico         | 143/5200           | 220/ 2500-4200     | 1.400              | 220                | 9"7                 | 7.7                | 182                  | 2008-11            | 30.380             |
| CLC 200 Kompressor     | 203.741            | M271E18ML (271.955)      | 1796               | I.e. + compressore volumetrico         | 184/5500           | 250/ 2800-5000     | 1.405              | 235                | 8"6                 | 7.9                | 185                  | 2008-11            | 31.332             |
| CLC 230 V6             | 203.752            | M272E25 (272.920)        | 2496               | Iniezione elettronica                  | 204/6100           | 245/ 2900-5500     | 1.450              | 240                | 8"4                 | 9.2                | 218                  | 2008-09            | 36.560             |
| CLC 250 V6             | 203.752            | M272E25 (272.920)        | 2496               | Iniezione elettronica                  | 204/6100           | 245/ 2900-5500     | 1.450              | 240                | 8"4                 | 9.2                | 218                  | 2009-11            | 36.980             |
| CLC 350 V6             | 203.756            | M272E35 (272.960)        | 3498               | Iniezione elettronica                  | 272/6000           | 350/ 2400-5000     | 1.475              | 250                | 6"3                 | 9.6                | 227                  | 2008-11            | 38.090             |
| Versioni diesel        |                    |                          |                    |                                        |                    |                    |                    |                    |                     |                    |                      |                    |                    |
| CLC 200 CDI            | 203.707            | OM646DE22LA red.         | 2148               | Turbodiesel iniez. diretta common rail | 122/4200           | 270/ 1600-2800     | 1.430              | 206                | 11"3                | 5.9                | 152                  | 2008-11            | 31.050             |
| CLC 220 CDI            | 203.708            | OM646DE22LA (646.963)    | 2148               | Turbodiesel iniez. diretta common rail | 150/4200           | 340/ 1800-2600     | 1.455              | 224                | 9"7                 | 6                  | 156                  | 2008-11            | 32.965             |

## Fonti
- Auto, Settembre 2008, Conti Editore